# 黒川古文化研究所
公益財団法人黒川古文化研究所（くろかわこぶんかけんきゅうじょ）は、兵庫県西宮市苦楽園にある東洋古文化の研究・展示機関である。中国と日本を主とした美術品の保存と研究と公開展示を目的に1950年に芦屋市に設立され、1974年に現住所に移転した。春と秋に各約1ヶ月間の展覧会開催の他に、出版物刊行も手掛けている。また、展覧会期間中の研究所内での講演会開催以外に、外部での講演会などの活動も行っている。

## 収蔵品

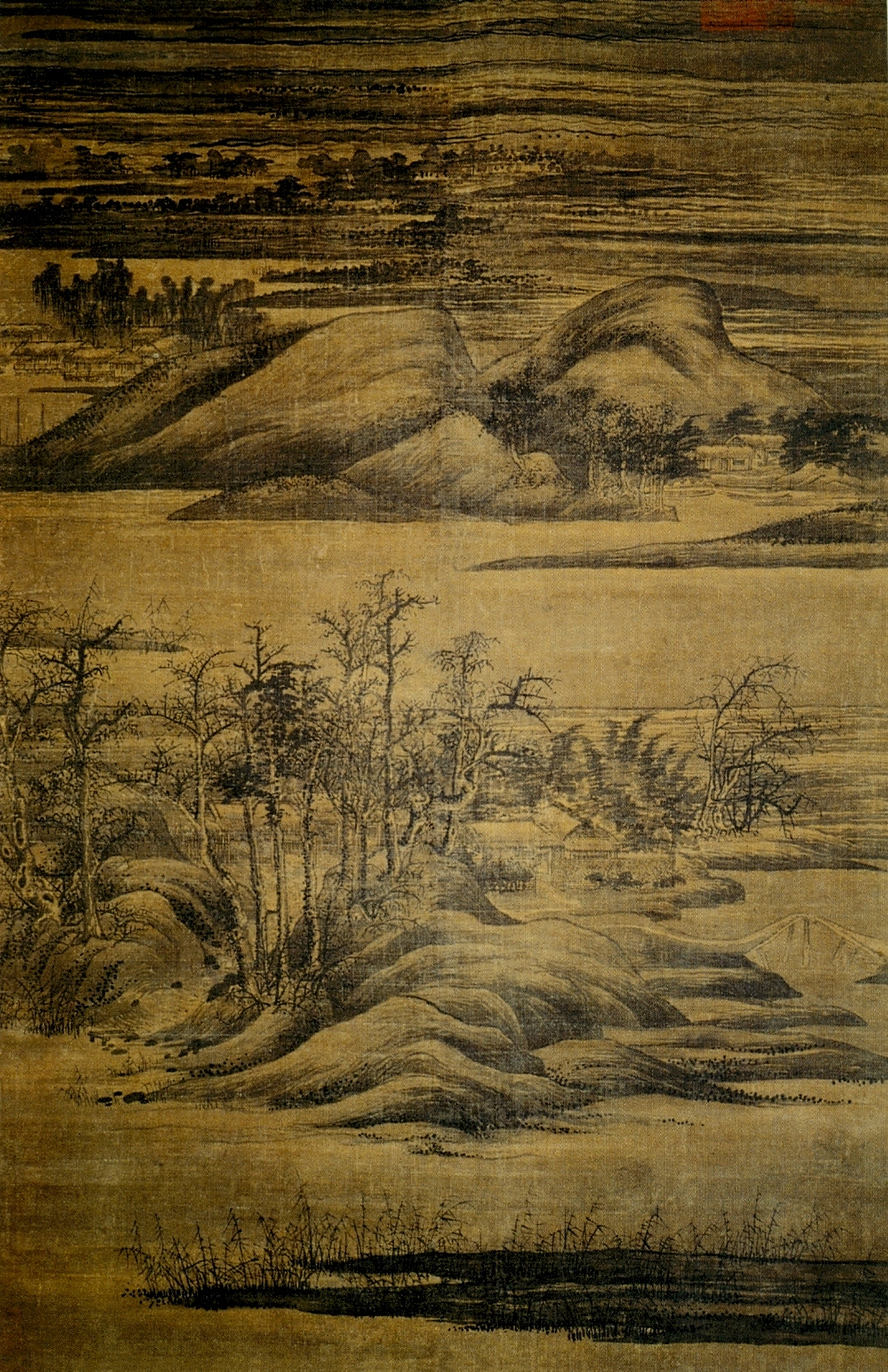
伝・董源『寒林重汀図』

収蔵品は、大阪で証券業を営んでいた実業家の黒川家が3代にわたって収集したものであり、2代目の黒川幸七が収集した日本と中国の美術工芸品を中心とする。コレクションには国宝 2件、国の重要文化財 16件（162点）、重要美術品 62件（78点）を含む。貨幣、書画、刀剣、銅鏡など収蔵品の分野は多岐にわたるが、中でも日本刀は質量共に屈指のコレクションと評価されている。
以下に、主な収蔵品を挙げる。

### 国宝
- 短刀 朱銘貞宗 本阿花押（名物伏見貞宗）（鎌倉時代）
- 短刀 銘来国俊 （鎌倉時代）

### 重要文化財
刀剣・刀装具
- 太刀 菊御作（鎌倉時代）
- 太刀 銘備前国長船住景光 （裏）□□月　日（鎌倉時代）
- 太刀 銘大和則長作（鎌倉時代）
- 刀 無銘 伝・行光（鎌倉時代）
- 刀 無銘 伝・行光（鎌倉時代）
- 太刀 銘国光（鎌倉時代）
- 刀　無銘 長谷部（南北朝時代）
- 刀 銘慶長九年十一月吉日信濃守國廣作 依賀茂祝重邦所望打之（安土桃山時代）
- 太刀 銘一（鎌倉時代）
- 太刀 銘包次（鎌倉時代）
- 豊干禅師図鐔 銘安親 （江戸時代）

書跡
- 紫紙金字金光明最勝王経 巻第三（奈良時代）
- 伏見天皇宸翰願文（鎌倉時代）

絵画
- 寒林重汀図 伝董源（中国五代）

考古資料
- 羽黒山御手洗池出土銅鏡 140面（平安時代）
- 碧玉製模造品弓矢等 8箇 伝奈良県天理市布留出土（古墳時代）

## 創立者
黒川家は大阪の株屋で、初代黒川幸七（1843-1900）が1863年(文久3年)に大阪で両替商を始め、1878年(明治11年) に黒川幸七商店として大阪株式取引所の開設メンバーとなり、1918年(大正7年)に株式会社黒川商店、1949年(昭和24年) に株式会社黒川証券と改称、1977年(昭和52年)に合併して黒川木徳証券となった（現・あかつき証券）。初代の次男の2代目幸七（孝吉、1871-1938）が集めた刀剣コレクションに、3代目幸七（福三郎、1893-1961）が集めた古美術などを加えて黒川古文化研究所を開いた。3代目は東京深川の米穀問屋・木村徳兵衛の三男で、2代目の娘・いく子の入婿。3代目没後はいく子が4代目を継いだ。

## 所在地
〒662-0081 兵庫県西宮市苦楽園三番町14-50

## 交通アクセス
一般公開は春（4月中旬〜5月中旬）・秋（10月〜11月）の展覧会（春秋とも約1か月間）開催時のみ。
- 阪急神戸本線、夙川駅からバス「柏堂町」下車 徒歩15分
- 阪急神戸本線、夙川駅からタクシー10分

## 周辺施設
- 堀江オルゴール博物館
- 北山緑化植物園